# Chilluévar
Chilluévar è un comune spagnolo di 1 604 abitanti situato nella comunità autonoma dell'Andalusia.